# 高井ゆと里
高井 ゆと里（たかい ゆとり、1990年 - ）は、日本の哲学者。群馬大学情報学部准教授。専門はハイデガー研究を中心とした西洋哲学、研究倫理および生殖の倫理などの生命倫理学、およびトランスジェンダー研究。

## 来歴
2013年3月、東京大学文学部思想文化学科卒業。2015年3月、同大学院人文社会系研究科（倫理学研究室）修士課程修了。2019年8月、同博士課程（倫理学研究室）単位取得満期退学。  2020年2月に博士（文学）を取得。
2017年以降、千葉大学、埼玉医科大学ほかで非常勤講師。2019年8月国立がん研究センター特任研究員、2021年4月石川県立看護大学講師を経て、2022年4月より群馬大学情報学部准教授を務める。
ノンバイナリーの当事者であることを2021年11月に公表している。

## 研究・活動
学部時代から熊野純彦ゼミに所属し、卒業論文で『存在と時間』をテーマとして以来ハイデガー研究を専門としている。哲学者の丸山文隆は、高井の著書『ハイデガー：世界内存在を生きる』を日本語圏における優れたハイデガー入門書と評価している。
2023年、周司あきらとの共著で、トランスジェンダーに関する日本初の入門書『トランスジェンダー入門』を刊行した。本書は複数の書評で、現在のトランスジェンダー差別を考えるうえで優れた入門書と評価されている。このほかにも、共著者や編者として、トランスジェンダーの立場から性別について捉え直す書籍や、性同一性障害特例法を検討する書籍を手掛けている。

## 受賞
- 2021年‐松井健志との共著論文「臨床研究からの妊婦の排除という倫理的問題」にて、日本生命倫理学会若手論文奨励賞を受賞[18]。
- 2022年‐翻訳書『トランスジェンダー問題：議論は正義のために』にて、紀伊國屋じんぶん大賞４位にランクイン[19]。
- 2024年‐周司あきらとの共著『トランスジェンダー入門』にて、紀伊國屋じんぶん大賞３位にランクイン[20]。
- 2024年‐周司あきらとの共著『トランスジェンダー入門』にて、新書大賞５位にランクイン[21]。

## 著作

### 単著
- 『ハイデガー：世界内存在を生きる』（シリーズ：極限の思想）講談社〈選書メチエ le livre〉、2022年。ISBN　978-4-06-526940-4[9]

### 共著
- （周司あきらとの共著）『トランスジェンダー入門』集英社〈集英社新書〉、2023年。ISBN　978-4-08-721274-7
- （周司あきらとの共著）『トランスジェンダーQ＆A：素朴な疑問が浮かんだら』青弓社、2024年5月。ISBN　978-4-7872-3536-7[16]

### 編著
- 『トランスジェンダーと性別変更：これまでとこれから』岩波書店〈岩波ブックレット〉、2024年。ISBN　978-4-00-271090-7[17]

### 訳書
- ショーン・フェイ『トランスジェンダー問題：議論は正義のために』（解説：清水晶子）明石書店、2022年。ISBN　978-4-7503-5463-7
- テレサ・ソーン作、ノア・グリニ絵『じぶんであるっていいかんじ：きみとジェンダーについての本』エトセトラブックス、2024年。ISBN 978-4909910226[16]

### 主な学術論文
- （共著：松井健志）「プラセボ対照試験は倫理的に許されるか？：均衡原則をめぐる論争」『医学哲学医学倫理』39号、2021年。
- （共著：松井健志）「臨床研究からの妊婦の排除という倫理的問題」『生命倫理』31巻1号、2021年。
- （共著：松井健志）「臨床研究における「治療との誤解」再考」『医学哲学医学倫理』40号、2022年。
- 「希少性疾患と医療資源分配の正義」『生命倫理』32巻1号、2022年。
- 「世界は我が家なのか？：フェミニスト現象学と実存論的分析論」（特集：フェミニズムと実存）『実存思想論集』38号、2023年。
- （共著：山田秀頌）「トランスジェンダーの性別承認法における不妊化要件に妥当性はあるか」『生命倫理』33巻1号、2023年。